# Névrose actuelle
La névrose actuelle est distinguée par Sigmund Freud des psychonévroses dans le sens où son origine n'est pas à chercher dans un conflit infantile mais dans le présent et où le symptôme n'est pas une expression symbolique mais résulte de l'absence ou de l'inadéquation des satisfactions sexuelles : abstinence, continence, coït interrompu, masturbation, etc..